# Alchemilla frondosa
Alchemilla frondosa är en rosväxtart som beskrevs av Sergei Vasilievich Juzepczuk. Alchemilla frondosa ingår i släktet daggkåpor, och familjen rosväxter. Inga underarter finns listade i Catalogue of Life.